# Лінкольн-Гайтс (Огайо)
Лінкольн-Гайтс (англ. Lincoln Heights) — селище (англ. village) в США, в окрузі Гамільтон штату Огайо. Населення — 3144 особи (2020).

## Географія
Лінкольн-Гайтс розташований за координатами 39°14′36″ пн. ш. 84°27′25″ зх. д. / 39.24333° пн. ш. 84.45694° зх. д. (39.243456, -84.456857).  За даними Бюро перепису населення США в 2010 році селище мало площу 1,96 км², уся площа — суходіл.

## Демографія
Згідно з переписом 2010 року, у селищі мешкало 3286 осіб у 1287 домогосподарствах у складі 803 родин. Густота населення становила 1677 осіб/км².  Було 1564 помешкання (798/км²).
Расовий склад населення:
| - 95,5 % — чорних або афроамериканців - 1,7 % — білих - 0,3 % — корінних американців - 0,2 % — вихідців з тихоокеанських островів |

До двох чи більше рас належало 2,0 %. Частка іспаномовних становила 0,5 % від усіх жителів.
За віковим діапазоном населення розподілялося таким чином: 30,6 % — особи молодші 18 років, 57,2 % — особи у віці 18—64 років, 12,2 % — особи у віці 65 років та старші. Медіана віку мешканця становила 31,9 року. На 100 осіб жіночої статі у селищі припадало 76,3 чоловіків;  на 100 жінок у віці від 18 років та старших — 69,3 чоловіків також старших 18 років.
Середній дохід на одне домашнє господарство  становив 31 016 доларів США (медіана — 23 662), а середній дохід на одну сім'ю — 35 452 долари (медіана — 25 125). Медіана доходів становила 29 978 доларів для чоловіків та 27 663 долари для жінок. За межею бідності перебувало 39,0 % осіб, у тому числі 50,8 % дітей у віці до 18 років та 38,7 % осіб у віці 65 років та старших.
Цивільне працевлаштоване населення становило 1083 особи. Основні галузі зайнятості: мистецтво, розваги та відпочинок — 23,5 %, освіта, охорона здоров'я та соціальна допомога — 17,0 %, науковці, спеціалісти, менеджери — 13,2 %, виробництво — 12,3 %.